# Eva Alordiah
Elohor Eva Alordiah, nom de scène Eva Alordiah ou simplement Eva, née en 1989, est une chanteuse de rap nigériane. Elle est également artiste maquilleuse, styliste, mannequin et entrepreneuse,.
Elle est longtemps considérée comme l' une des meilleures rappeuses au Nigeria.
Depuis sa percée dans l'industrie de la musique nigériane, Eva remporte plusieurs prix dont le Nigeria Entertainment Awards (en) en 2012.
Elle quitte le domaine musical au début des années 2020 malgré un parcours apparemment réussi: « J'étais épuisée. La dépression s'était installée à mes côtés de façon quasi permanente. ».